# Обербарнім
Обербарнім (нім. Oberbarnim) — громада в Німеччині, розташована в землі Бранденбург. Входить до складу району Меркіш-Одерланд. Складова частина об'єднання громад Меркіше-Швайц.
Площа — 52,57 км2. Населення становить 1779 ос. (станом на 31 грудня 2020).

## Галерея

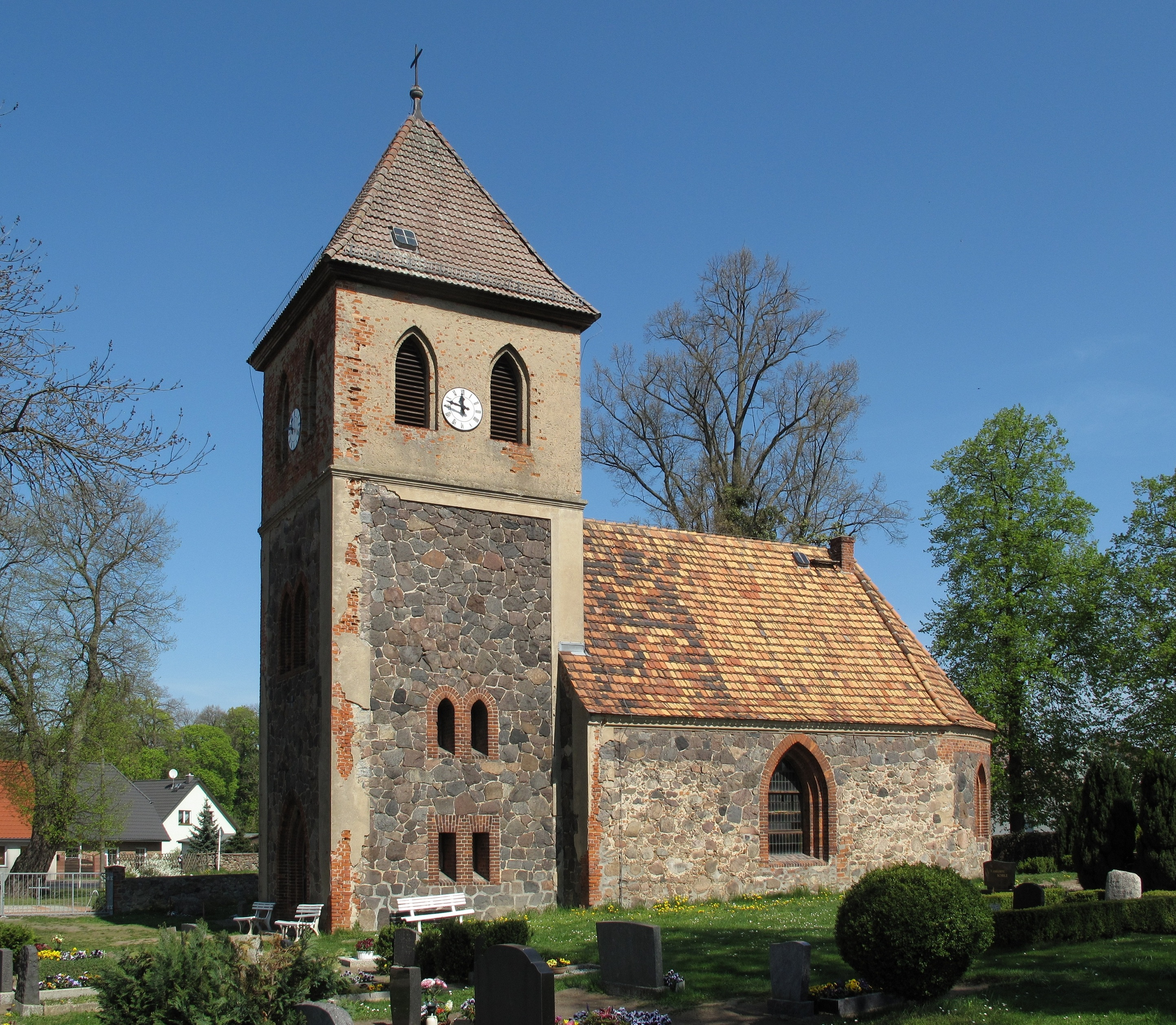
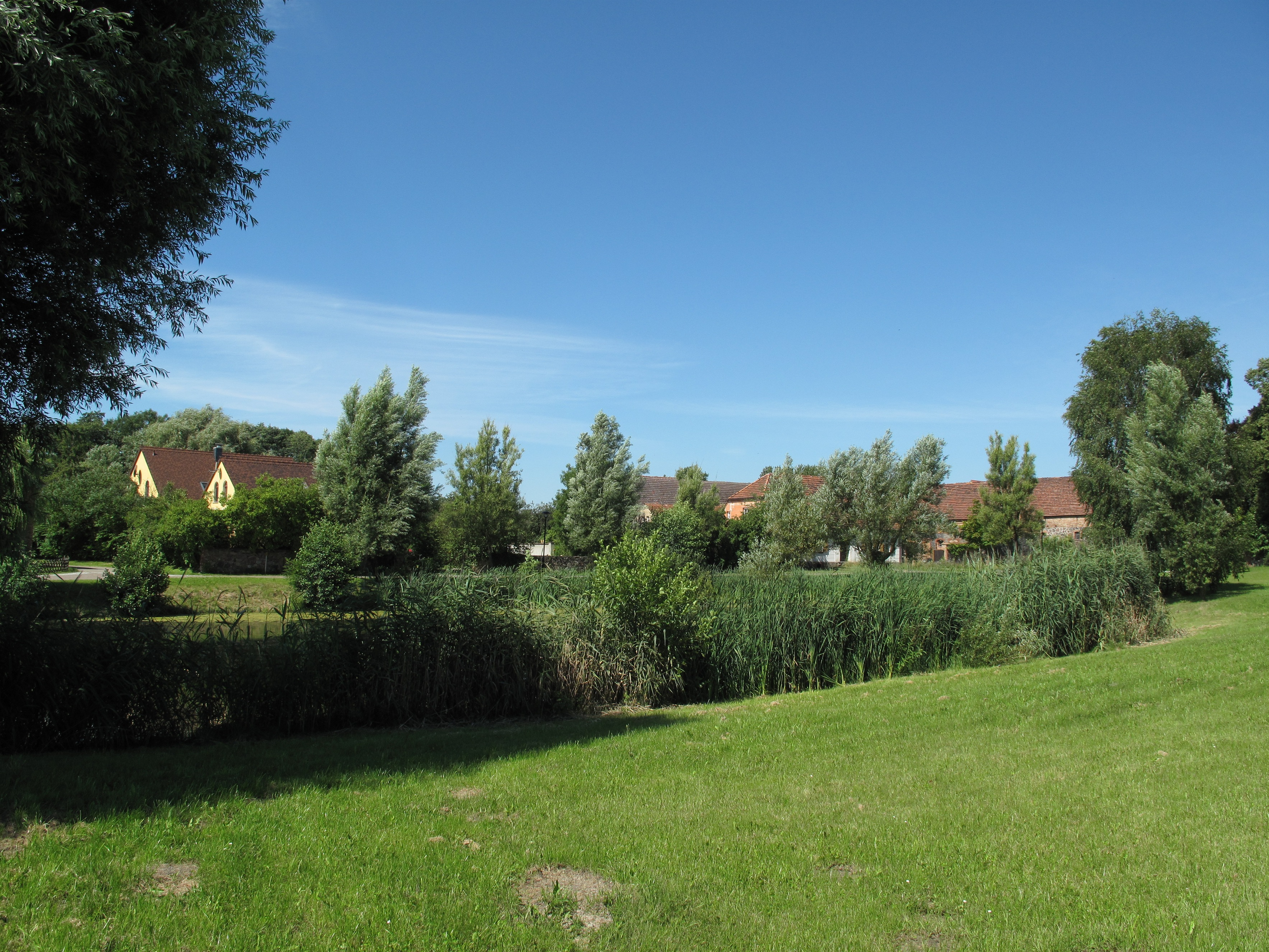
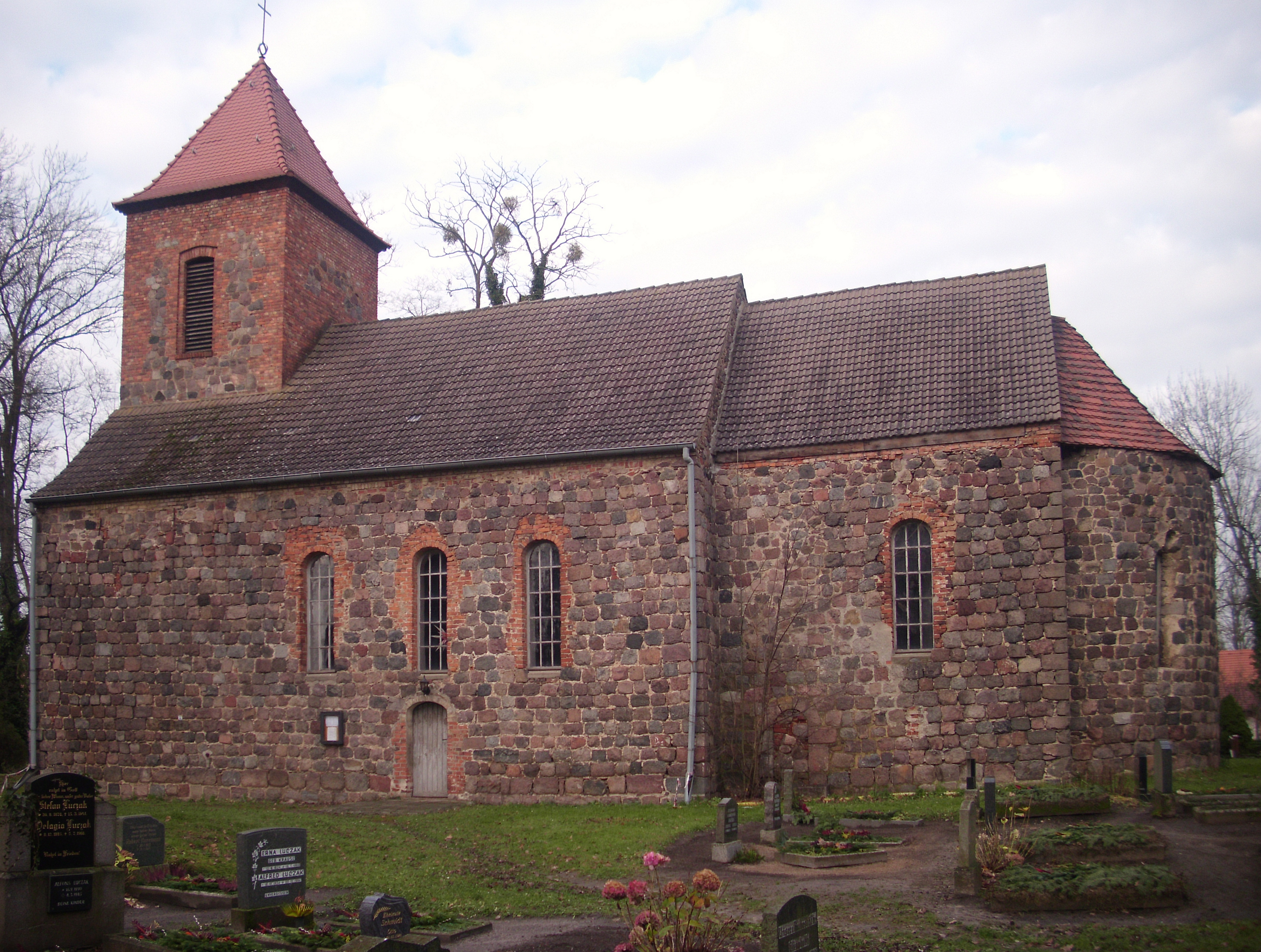